# Fontaine-lès-Dijon
Pour les articles homonymes, voir Fontaine.
Ne doit pas être confondu avec Fontaine d'Ouche.
Fontaine-lès-Dijon est une commune française appartenant à Dijon Métropole située dans le département de la Côte-d'Or, en région Bourgogne-Franche-Comté. Ses habitants sont appelés les Fontainois. Sa population est de 9 032 habitants au recensement de 2022. 

## Géographie

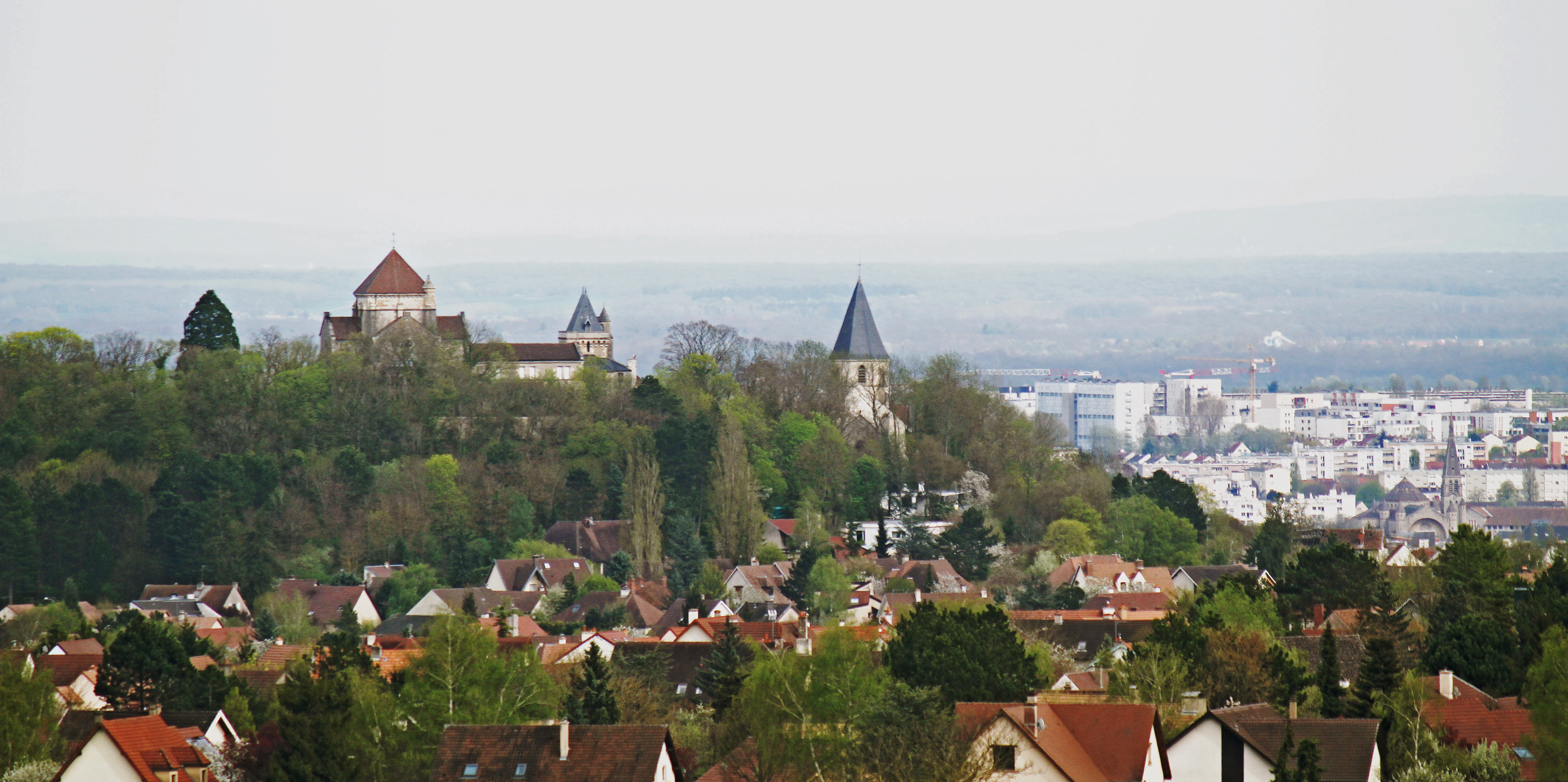
Butte de Fontaine devant la plaine de Dijon.

### Localisation
La commune de Fontaine-lès-Dijon est située au nord-ouest de Dijon, capitale de la Bourgogne.
Les communes limitrophes sont Ahuy, Talant, Daix et Dijon.

### Climat
Pour des articles plus généraux, voir Climat de la Bourgogne-Franche-Comté et Climat de la Côte-d'Or.
En 2010, le climat de la commune est de type climat océanique dégradé des plaines du Centre et du Nord, selon une étude du Centre national de la recherche scientifique s'appuyant sur une série de données couvrant la période 1971-2000. En 2020, Météo-France publie une typologie des climats de la France métropolitaine dans laquelle la commune est exposée à un climat océanique altéré et est dans la région climatique  Bourgogne, vallée de la Saône, caractérisée par un bon ensoleillement (1 900 h/an), un été chaud (18,5 °C), un air sec au printemps et en été et des vents faibles. 
Pour la période 1971-2000, la température annuelle moyenne est de 10,4 °C, avec une amplitude thermique annuelle de 17,7 °C. Le cumul annuel moyen de précipitations est de 803 mm, avec 11,8 jours de précipitations en janvier et 7,5 jours en juillet. Pour la période 1991-2020, la température moyenne annuelle observée sur la station météorologique de Météo-France la plus proche, « Dijon Toison », sur la commune de Dijon à 3 km à vol d'oiseau, est de 11,5 °C et le cumul annuel moyen de précipitations est de 771,8 mm,. Pour l'avenir, les paramètres climatiques de la commune estimés pour 2050 selon différents scénarios d'émission de gaz à effet de serre sont consultables sur un site dédié publié par Météo-France en novembre 2022.
| Mois                                  | jan.         | fév.           | mars           | avril         | mai           | juin          | jui.          | août          | sep.           | oct.          | nov.             | déc.           | année      |
| ------------------------------------- | ------------ | -------------- | -------------- | ------------- | ------------- | ------------- | ------------- | ------------- | -------------- | ------------- | ---------------- | -------------- | ---------- |
| Température minimale moyenne (°C)     | −0,4         | 0              | 2,4            | 5             | 9,1           | 12,5          | 14,4          | 14            | 10,9           | 7,5           | 3,1              | 0,4            | 6,6        |
| Température moyenne (°C)              | 2,6          | 4              | 7,6            | 10,8          | 14,8          | 18,7          | 20,7          | 20,2          | 16,5           | 12            | 6,5              | 3,3            | 11,5       |
| Température maximale moyenne (°C)     | 5,7          | 8              | 12,7           | 16,6          | 20,5          | 24,9          | 26,9          | 26,4          | 22,1           | 16,4          | 9,9              | 6,2            | 16,4       |
| Record de froid (°C) date du record   | −13 13.01.03 | −15,2 05.02.12 | −13,1 02.03.05 | −4,2 04.04.22 | −0,1 03.05.21 | 2,5 04.06.01  | 6,5 14.07.04  | 6,2 31.08.06  | 0,2 30.09.1995 | −5,5 29.10.12 | −11,2 23.11.1998 | −19,4 20.12.09 | −19,4 2009 |
| Record de chaleur (°C) date du record | 17 01.01.23  | 21 27.02.19    | 25,4 31.03.21  | 27,6 15.04.07 | 32 20.05.22   | 37,8 30.06.19 | 39,6 24.07.19 | 39,2 13.08.03 | 34,5 09.09.23  | 28,5 10.10.23 | 22 07.11.15      | 17,1 30.12.21  | 39,6 2019  |
| Précipitations (mm)                   | 60,5         | 50             | 54,8           | 59,9          | 73,2          | 63,6          | 67,8          | 58,2          | 57             | 80,8          | 77,1             | 68,9           | 771,8      |

## Urbanisme

### Typologie
Au 1er janvier 2024, Fontaine-lès-Dijon est catégorisée grand centre urbain, selon la nouvelle grille communale de densité à 7 niveaux définie par l'Insee en 2022.
Elle appartient à l'unité urbaine de Dijon, une agglomération intra-départementale dont elle est une commune de la banlieue,. Par ailleurs la commune fait partie de l'aire d'attraction de Dijon, dont elle est une commune du pôle principal,. Cette aire, qui regroupe 333 communes, est catégorisée dans les aires de 200 000 à moins de 700 000 habitants,.

### Occupation des sols
L'occupation des sols de la commune, telle qu'elle ressort de la base de données européenne d’occupation biophysique des sols Corine Land Cover (CLC), est marquée par l'importance des territoires artificialisés (74,3 % en 2018), en augmentation par rapport à 1990 (57,8 %). La répartition détaillée en 2018 est la suivante : zones urbanisées (59,4 %), terres arables (16,6 %), zones industrielles ou commerciales et réseaux de communication (14,5 %), zones agricoles hétérogènes (9 %), espaces verts artificialisés, non agricoles (0,3 %), forêts (0,1 %). L'évolution de l’occupation des sols de la commune et de ses infrastructures peut être observée sur les différentes représentations cartographiques du territoire : la carte de Cassini (XVIIIe siècle), la carte d'état-major (1820-1866) et les cartes ou photos aériennes de l'IGN pour la période actuelle (1950 à aujourd'hui).

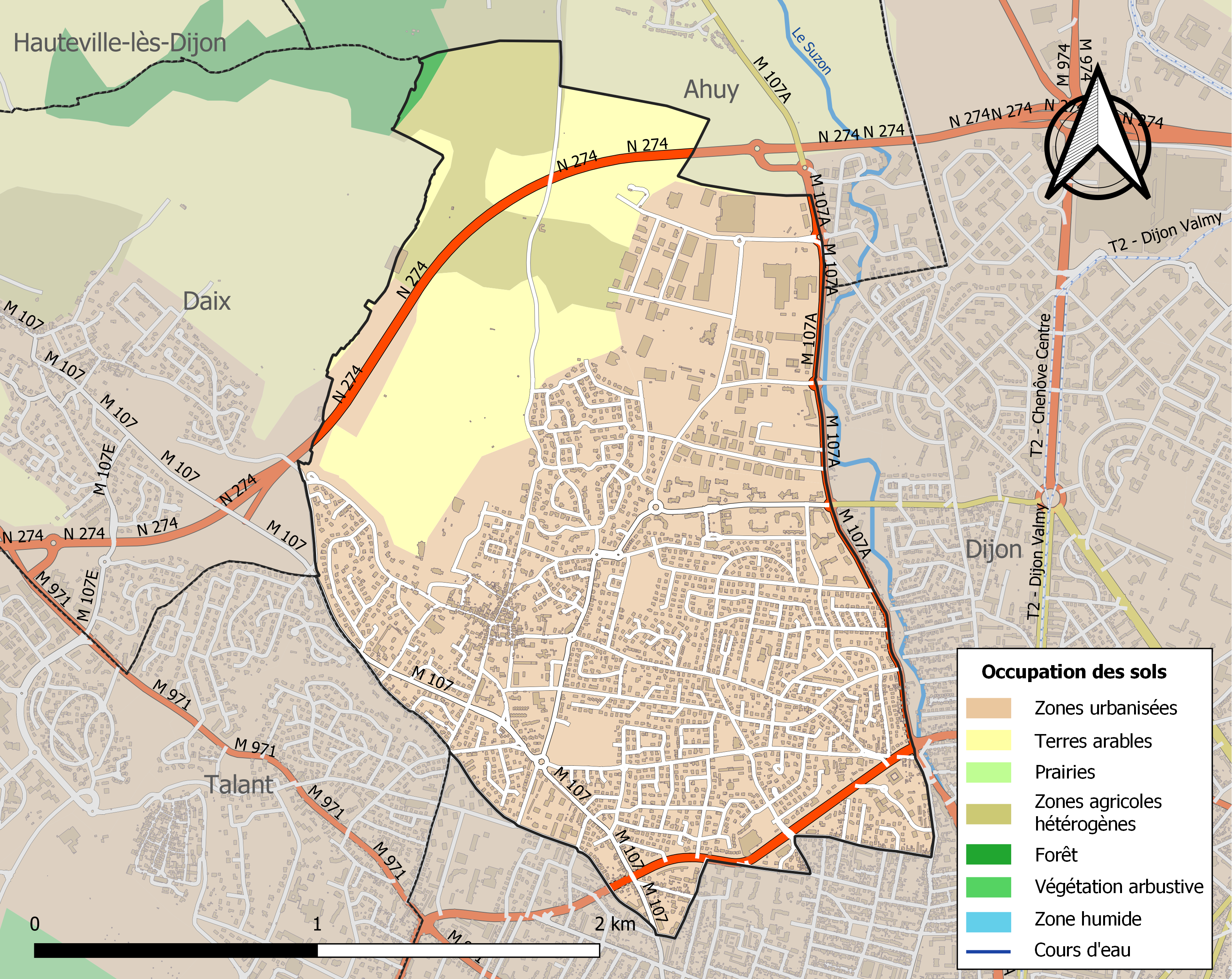
Carte des infrastructures et de l'occupation des sols de la commune en 2018 (CLC).

### Voies de communications et transports
La commune est desservie par les bus du réseau Divia de transports en commun de Dijon Métropole.

## Toponymie
Le nom de la localité est attesté sous les formes In Fontanis villa (822) ; In pago Divionense, in fine Fontanas (850) ; Fontanae Subteriores (vers 850) ; Fontana (902-954) ; Ecclesia Beati Martini de Prato, que dicitur in Campania, cum capella sua que est in superiori Fonta… (1120) ; Capella de Funtanis (1132) ; Fontaignes (2e moitié XIIIe siècle) ; Fontaines (1310) ; Fontainnes près Dyjon (1350) ; Fontaines près de Talant (1366) ; Fontaingnes vers Dijon (1377) ; Fontennes lez Dijon (1421) ; Fontainnes lez Dijon (1424) ; Fontaine lez Dijon (1490) ; Fontaines lez Dijon (1508) ; Fonteynnes lez Dijon (1522) ; Fontaine (1548) ; Fontaine lès Dijon (1613) ; Fontayne lès Dijon (1629) ; Fontène (1681).

## Histoire

### Portrait de Fontaine-lès-Dijon
Fontaine-lès-Dijon participe au concours national des Villes et Villages fleuris depuis 1993. Avec 3 fleurs au palmarès 2010, Fontaine se situe parmi les communes les plus fleuries de Bourgogne. L’attribution d’une à quatre fleurs est décidée par un jury, qui se base sur différents critères d'appréciation. Le jury a été frappé par l’importance des efforts d’embellissement et d’amélioration du cadre de vie à Fontaine-lès-Dijon, qui contribuent largement à la qualité de l’accueil en Bourgogne. 
Fontaine-lès-Dijon est devenue progressivement une cité à vocation résidentielle dans l’agglomération dijonnaise. Toutefois, la ville s’est enrichie d’activités artisanales, industrielles et commerciales au cours des 25 dernières années. La première zone artisanale remonte à 1972. La zone d’activités couvre 50 hectares. C’est là, notamment, que s’est implanté, depuis 1985, le centre de stockage et de distribution des produits pharmaceutiques des Laboratoires Fournier (aujourd’hui Recipharm AB) ainsi que son unité de production des formes sèches (gélules) ouverte en 1991. De nombreux commerçants, fabricants, artisans ou entrepreneurs constituent le tissu économique. Près de 410 établissements emploient environ 3 400 personnes à Fontaine-lès-Dijon. La ville accueille notamment la société Oberthur Technologies, spécialisée dans les cartes à mémoire. C’est à Fontaine-lès-Dijon que cette société fabrique les cartes à puces d’un grand nombre d’établissements financiers français et étrangers.

### Monuments aux morts
Près de l'église Saint-Bernard se trouve deux monuments aux morts. L'un est dédié aux morts des guerres de 14-18, 39-45 et d'Indochine. L'autre rend hommage aux « gardes mobiles de Saône-et-Loire, d'Aveyron, d'Isère, et des Alpes-Maritimes » ainsi qu'aux soldats de toutes armes, en particulier ceux tombés lors de la bataille qui eut lieu au nord de Dijon les 21, 22 et 23 janvier 1871 et qui opposa les troupes de Garibaldi à l'armée prussienne, pendant la guerre franco-allemande de 1870.
Rue des Templiers, une stèle rend hommage à deux résistants, Jean Darnet et Robert Pontiroli, exécutés sans jugement le 26 août 1944. Ils étaient membres du maquis Liberté, créé à la suite du débarquement de Normandie par les FTP, et rattaché le 4 août 1944 aux FFI, sous les ordres du capitaine Rebouillat. Le journal du maquis, incomplet, ne permet pas de connaître les circonstances précises dans lesquelles les deux jeunes hommes ont été arrêtés par les Allemands, puis exécutés. Robert Pontiroli a été déclaré mort pour la France le 10 août 1945, et Jean Darnet le 6 mai 1946. Ils ont reçu à titre posthume la médaille de la Résistance et la croix de guerre 1939-1945.

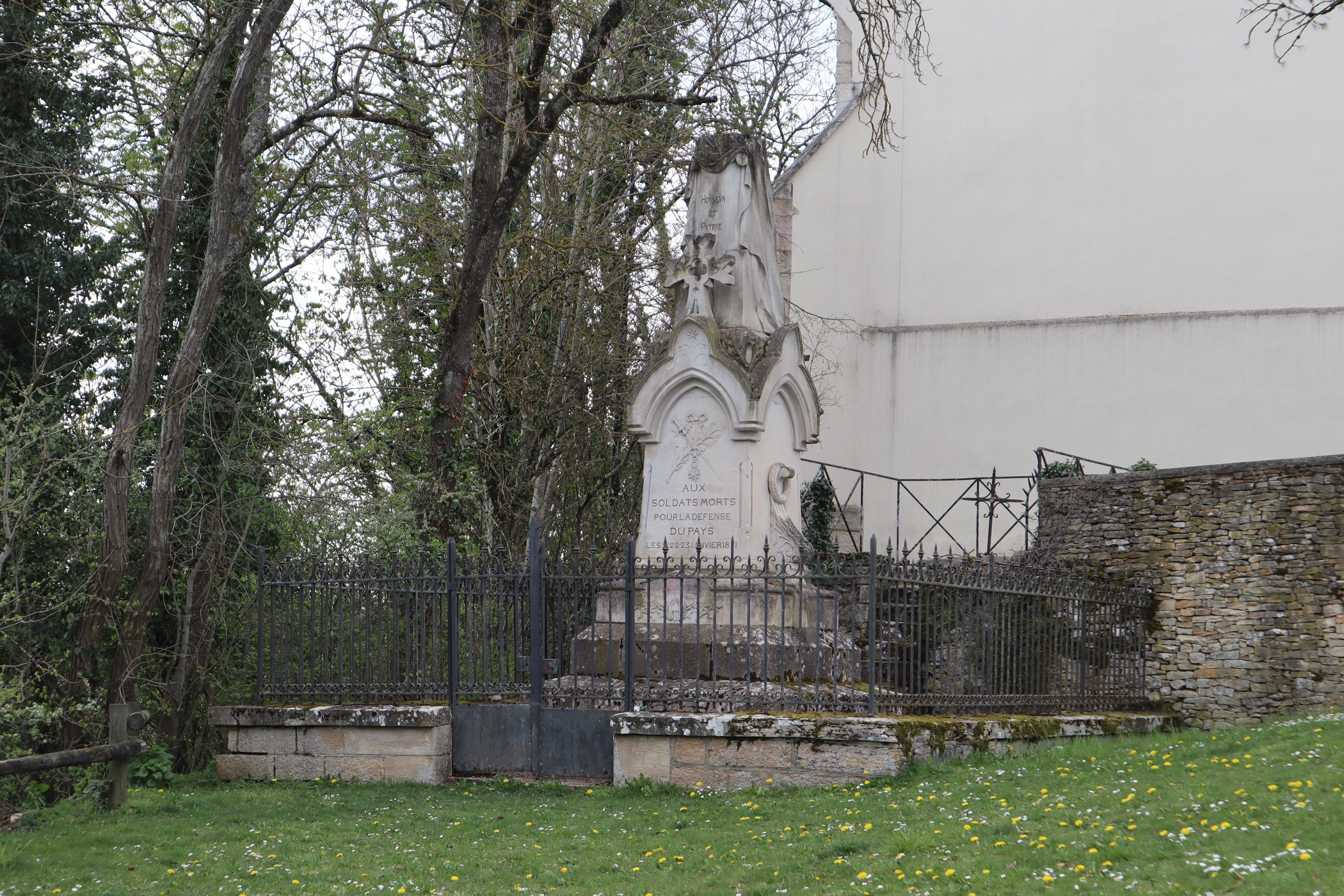
Monument aux morts des combats de 1871.
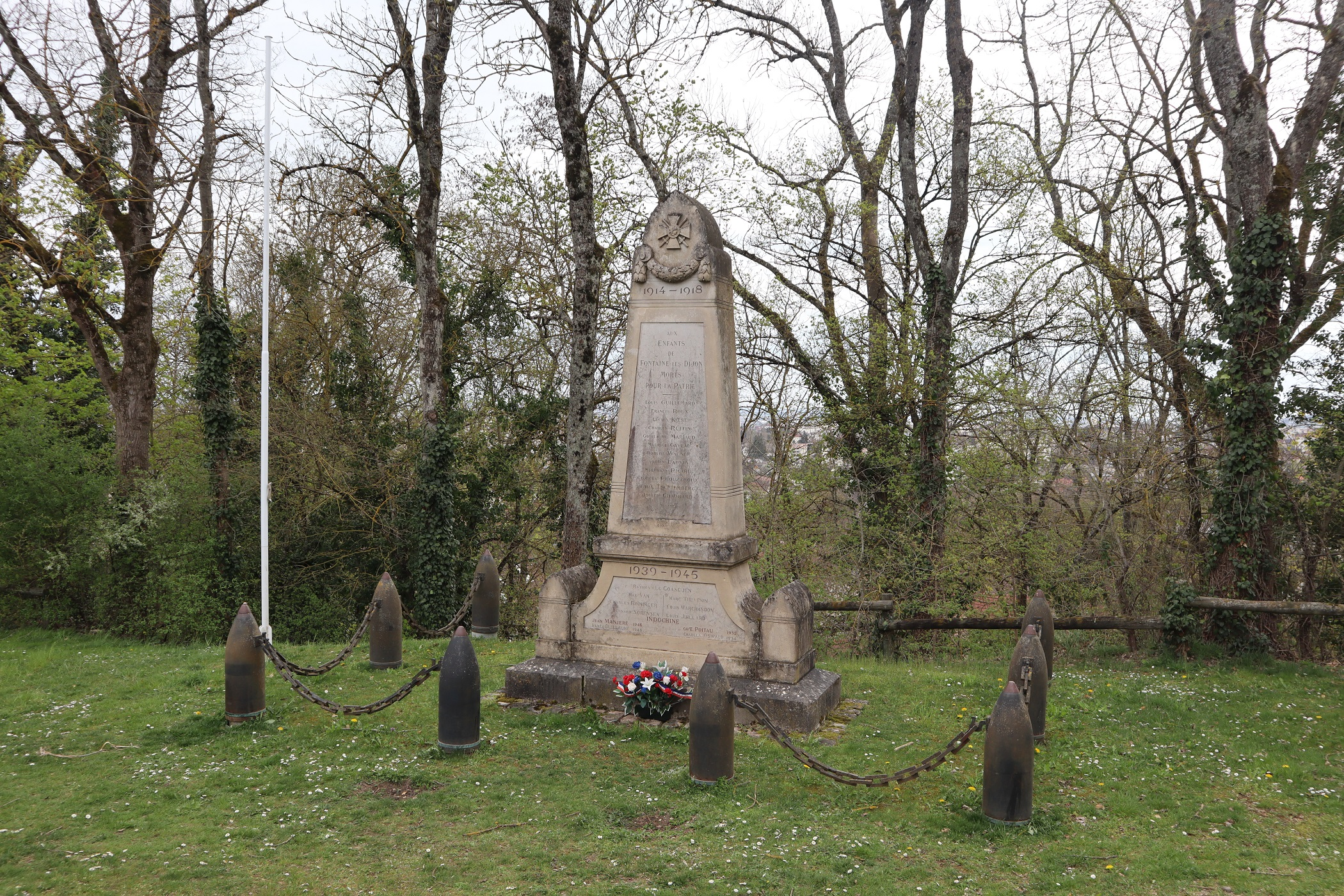
Monuments aux morts des deux Guerres mondiales et de la Guerre d'Indochine.
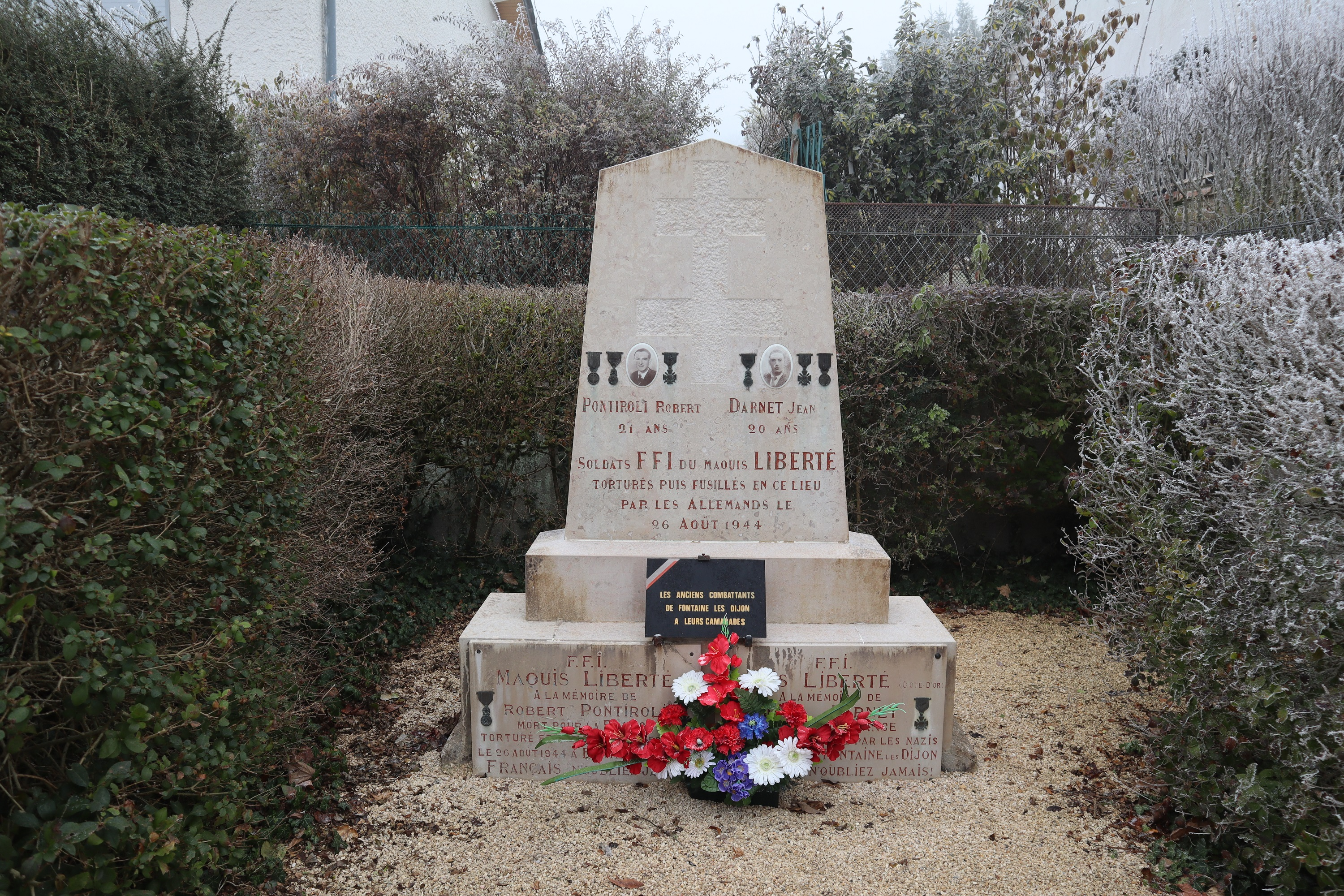
Monument aux résistants Jean Darnet et Robert Pontiroli.

## Politique et administration

### Découpage territorial
La commune se trouve dans l'arrondissement de Dijon du département de la Côte-d'Or.

#### Commune et intercommunalités
La commune est membre de Dijon Métropole.

#### Circonscriptions administratives
La commune est rattachée au canton de Fontaine-lès-Dijon.

#### Circonscriptions électorales
Pour l'élection des députés, la commune fait partie de la première circonscription de la Côte-d'Or.

### Élections municipales et communautaires
Le conseil municipal fontainois est composé : d'un maire et de 28 conseillers municipaux (parmi lesquels huit adjoints et trois conseillers municipaux délégués).

### Jumelages
Jumelée avec Kirn depuis le 17 décembre 1985.

## Équipements et services publics

### Espaces publics
Ville fleurie : 3 fleurs (2010).

### Enseignement

#### Établissements éducatifs
Fontaine-lès-Dijon relève de l'académie de Dijon. Celle-ci évolue sous la supervision de l'inspection départementale de l'Éducation nationale.
Voici ci-dessous la liste exhaustive des principaux établissements scolaires de la commune :
- le groupe scolaire des Saverney ;
- le groupe scolaire des Carrois ;
- le groupe scolaire des Porte-Feuilles.

### Santé
La commune dispose d'un centre de convalescence gériatrique, d'un Centre d'Accueil Thérapeutique à Temps Partiel (CATTP). La clinique de Fontaine-lès-Dijon a fermé en 2017.
Il y a également deux EHPAD.

## Population et société

### Démographie
L'évolution du nombre d'habitants est connue à travers les recensements de la population effectués dans la commune depuis 1793. Pour les communes de moins de 10 000 habitants, une enquête de recensement portant sur toute la population est réalisée tous les cinq ans, les populations de référence des années intermédiaires étant quant à elles estimées par interpolation ou extrapolation. Pour la commune, le premier recensement exhaustif entrant dans le cadre du nouveau dispositif a été réalisé en 2005.

En 2022, la commune comptait 9 032 habitants, en évolution de +1,05 % par rapport à 2016 (Côte-d'Or : +0,82 %, France hors Mayotte : +2,11 %).
| 1793 | 1800 | 1806 | 1821 | 1831 | 1836 | 1841 | 1846 | 1851 |
| ---- | ---- | ---- | ---- | ---- | ---- | ---- | ---- | ---- |
| 447  | 465  | 443  | 438  | 469  | 476  | 434  | 446  | 454  |

| 1856 | 1861 | 1866 | 1872 | 1876 | 1881 | 1886 | 1891 | 1896 |
| ---- | ---- | ---- | ---- | ---- | ---- | ---- | ---- | ---- |
| 451  | 457  | 435  | 430  | 421  | 424  | 448  | 488  | 458  |

| 1901 | 1906 | 1911 | 1921 | 1926 | 1931 | 1936  | 1946  | 1954  |
| ---- | ---- | ---- | ---- | ---- | ---- | ----- | ----- | ----- |
| 448  | 440  | 474  | 548  | 681  | 845  | 1 020 | 1 255 | 1 516 |

| 1962  | 1968  | 1975  | 1982  | 1990  | 1999  | 2005  | 2006  | 2010  |
| ----- | ----- | ----- | ----- | ----- | ----- | ----- | ----- | ----- |
| 2 687 | 3 698 | 5 010 | 7 066 | 7 856 | 8 878 | 8 904 | 8 947 | 9 114 |

| 2015  | 2020  | 2022  | - | - | - | - | - | - |
| ----- | ----- | ----- | - | - | - | - | - | - |
| 8 881 | 8 756 | 9 032 | - | - | - | - | - | - |

### Manifestations et festivités
Associations culturelles et familiales diverses :
- La fête de la musique ;
- Les feux de la Saint-Jean ;
- Les Trois Saffres en musique ;
- Feu d'artifice ;
- Les journées du patrimoine ;
- Le 4 h du Père Noël ;
- Le Salon des Artistes ;
- Les Musicales de Fontaine et les Musicales en Folie ;
- Des expositions à la Galerie La Source ;
- La kermesse paroissiale ;
- La cérémonie de citoyenneté ;
- Le bal des seniors ;
- Le repas des seniors ;
- Les animations « Récré Seniors » ;
- Des animations et expositions à la Bibliothèque municipale ;
- Le concours de fleurissement.

### Sports
- Sports collectifs : basket, football, handball, volley-ball ;
- Sports de raquettes : badminton, tennis ;
- Sports de combat : aïkido, judo, karaté ;
- Sports individuels : aéromodélisme, course à pied, gymnastique volontaire, pétanque, randonnée pédestre, voitures radiocommandées.

## Culture et patrimoine
Au sommet de la butte de Fontaine, deux édifices historiques et emblématiques dominent la ville, offrant un panorama extraordinaire sur Dijon et au-delà. L'église Saint-Bernard, commencée à la fin du XIVe siècle et transformée jusqu'au début du XVIe, et la maison natale de Saint-Bernard, restaurée au XIXe siècle. Saint-Bernard, figure dominante de l'Ordre Cistercien aujourd'hui présent sur les cinq continents a permis de porter loin en Europe le nom de Fontaine-lès-Dijon.
En octobre 2013, La Poste a mis en vente un timbre à l'effigie de Bernard de Clairvaux et émis à 1,5 million d'exemplaires. Le nom de la ville est écrit sur le timbre.

### Monuments et lieux historiques
- Chapelle Saint-Ambrosinien

Dès 1120, les textes mentionnent l'existence d'une chapelle à proximité du château natal de saint Bernard de Clairvaux, dominant le village et sans doute fondée par les parents de celui-ci Tescelin le Roux et la bienheureuse Alèthe. Seul le portail de Belin de Comblanchien, maître maçon du duc de Bourgogne, Philippe le Hardi, est actuellement préservé des ravages du temps.
- Église Saint-Bernard : l'église Saint-Bernard de Fontaine-lès-Dijon bâtie entre le XIVe et le XVIe siècle fut dédiée à saint Ambrosinien qui dépendait de Saint-Martin-des-Champs (située sur la rive gauche du Suzon) jusqu'en 1830 et depuis le XIXe siècle, celle-ci est dédiée à saint Bernard.
- Basilique et maison natale de saint Bernard à Fontaine-lès-Dijon.

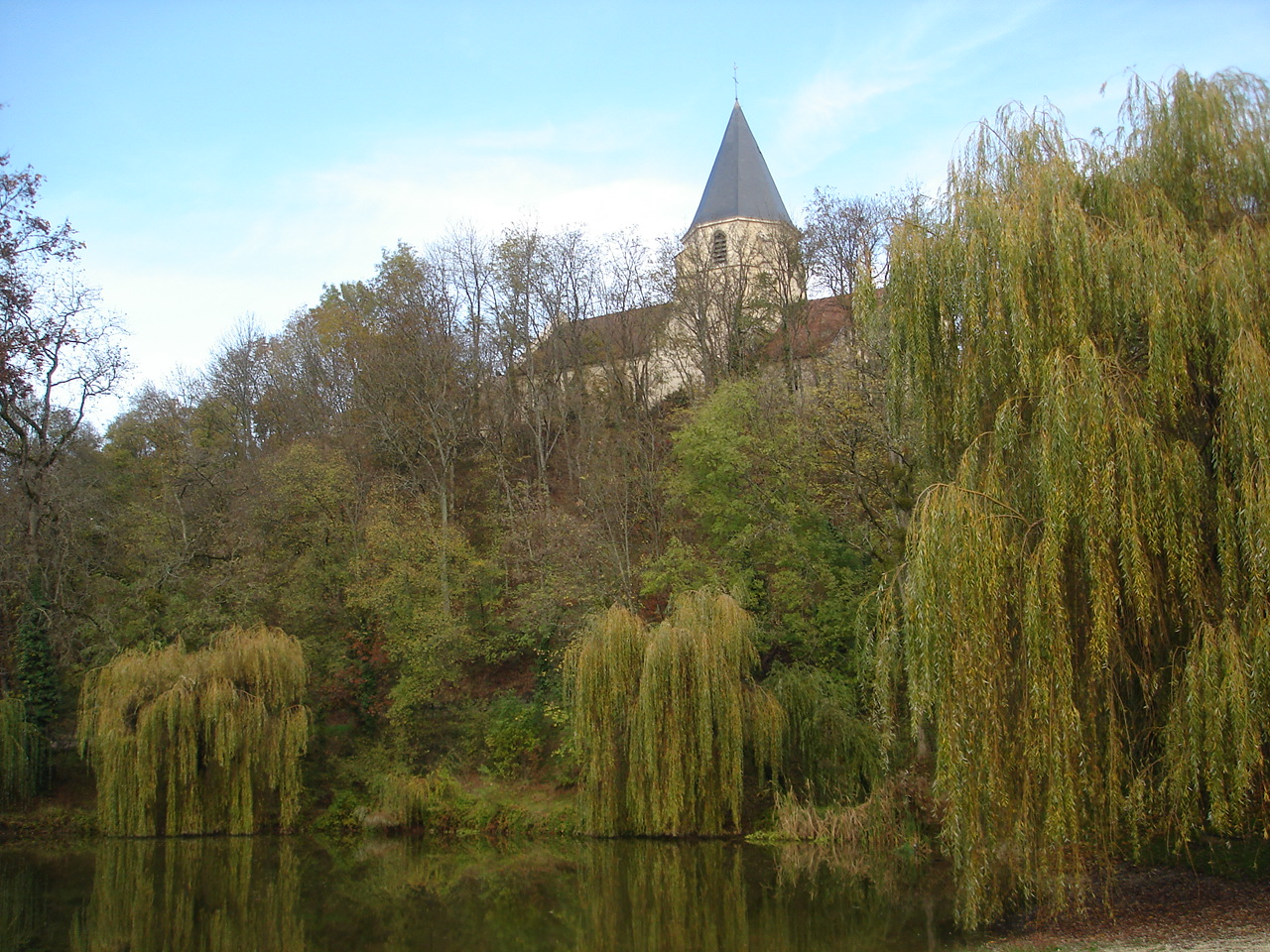
Église Saint-Bernard de Fontaine-lès-Dijon.
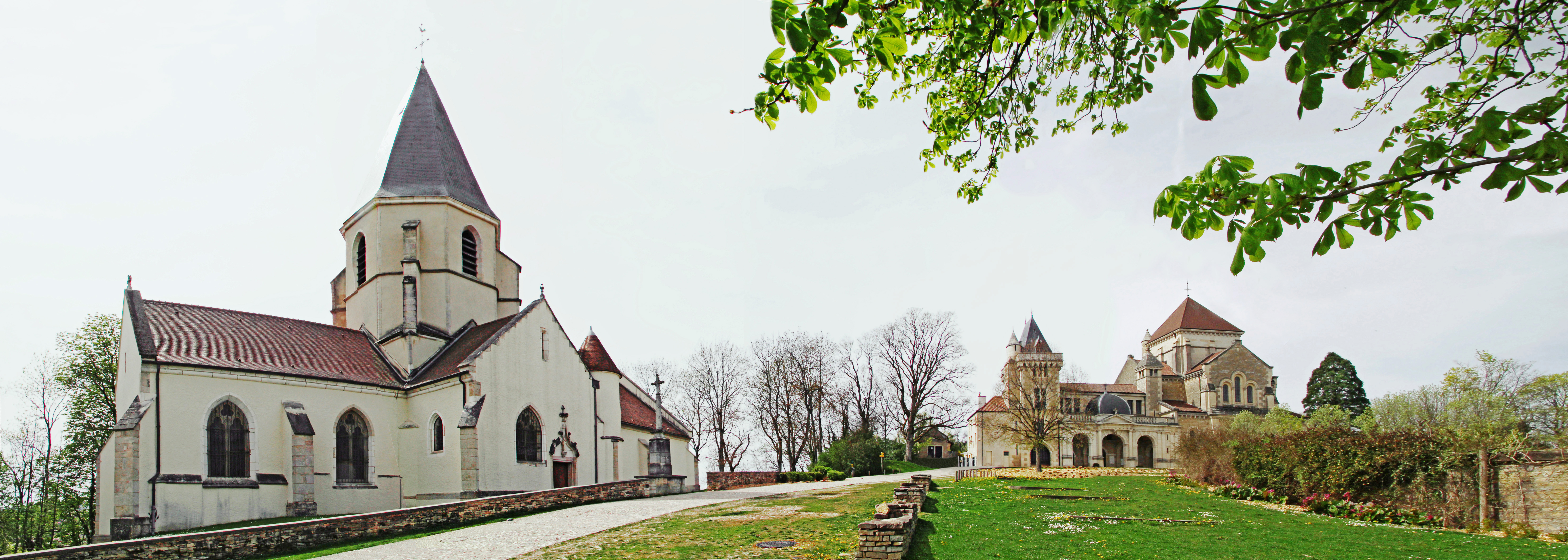
Site Saint-Bernard.
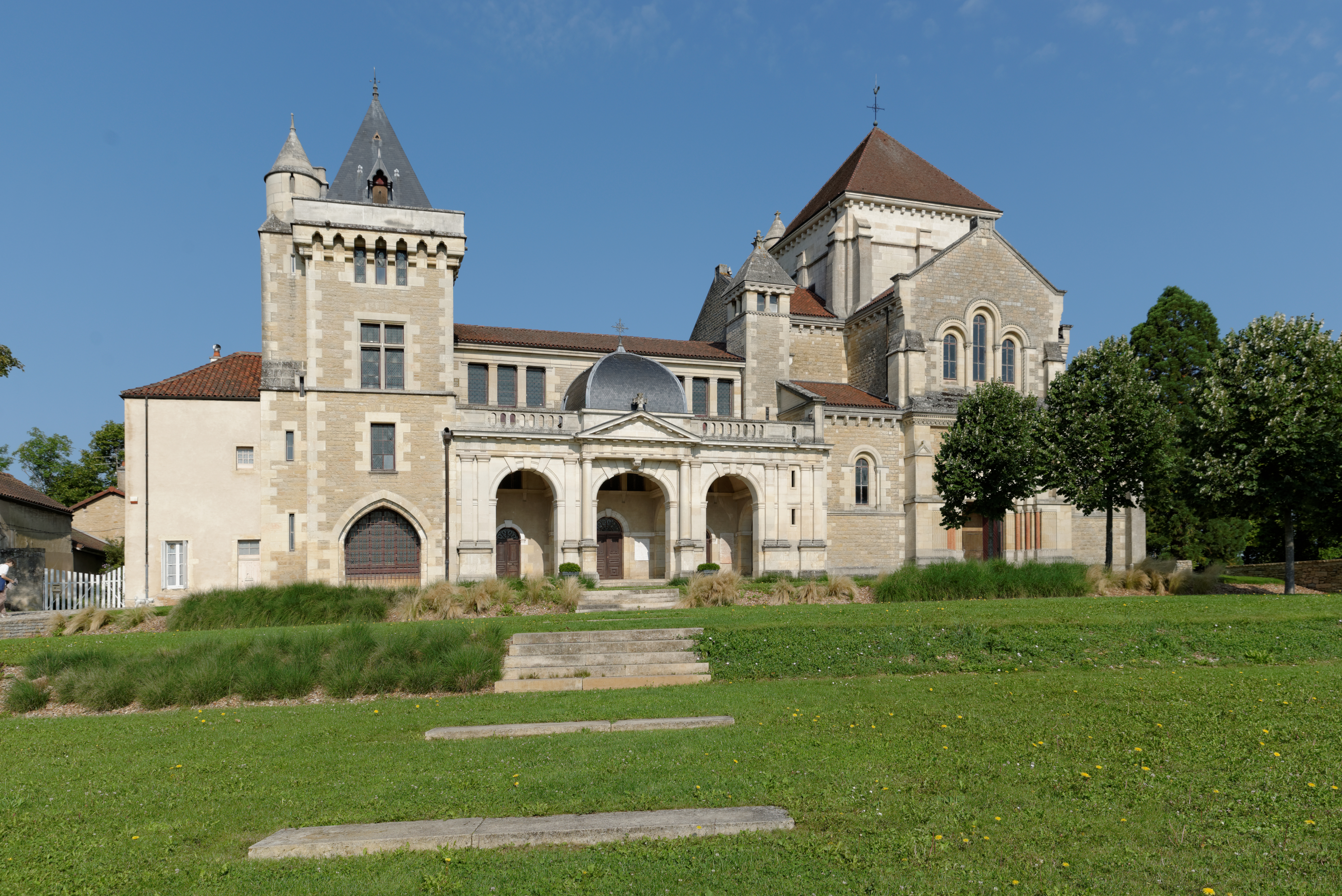
Basilique et maison natale de Saint Bernard.

### Personnalités liées à la commune
Cette liste n'est pas exhaustive :
- Bernard de Clairvaux (saint Bernard) (1090-1153) (né dans la commune) ;
- Claude-René Merceret (1725-1802), religieux et homme politique né à Fontaine-lès-Dijon, député du clergé aux états généraux de 1789.
- Jozef Bossak-Hauké ;
- Florent Mollet (1991-), footballeur.

### Héraldique
| Armes de la ville de Fontaine-les-Dijon | Les armes de Fontaine-les-Dijon se blasonnent ainsi : D'azur à la fasce ondée d'argent accompagnée en chef de trois saffres d'or. |

## Pour approfondir

#### Bases de données, dictionnaires et encyclopédies
- Site officiel
- Ressources relatives à la géographie :   - Insee (communes)
  - Ldh/EHESS/Cassini
- Ressource relative à plusieurs domaines :   - Annuaire du service public français
- Ressource relative à la musique :   - MusicBrainz
- Notices d'autorité :   - VIAF
  - BnF (données)
  - IdRef
  - GND